# Lothar Milde
Lothar Milde   (Halle, 8 de novembre de 1934) és un atleta alemany, ja retirat, especialista en el llançament de disc, que va competir sota bandera de la República Democràtica Alemanya entre finals de la dècada de 1950 i començaments de la de 1970.
El 1960 va prendre part en els Jocs Olímpics d'Estiu de Roma, on va fou dotzè en la prova del llançament de disc del programa d'atletisme. Quatre anys més tard, als Jocs de Tòquio, no aconseguí arribar a la final en la mateixa prova. La tercera, i darrera participació en uns Jocs fou el 1968, a Ciutat de Mèxic, on guanyà la medalla de plata en la prova del llançament de disc, en finalitzar rere l'estatunidenc Al Oerter.
En el seu palmarès també destaquen quatre medalles en el llançament de disc al Campionat d'Europa d'atletisme, de plata el 1971 i de bronze el 1962, 1966 i 1969; A nivell nacional es proclamà campió de la RDA el 1961, 1962, 1963, 1968, 1969 i 1971. Va millorar el rècord de la RDA en llançament de disc onze vegades.
Una vegada retirat va ocupar diferents càrrecs sindicals i va ser membre de la Junta de l'Associació d'Esportistes d'Alemanya de l'Est fins al 1984. Fou condemnat a presó per irregularitats financeres en un club esportiu que dirigia.

## Millors marques
- Llançament de disc. 64,16 metres (1969)[5]